# Bona (Motala)
Bona is een plaats in de gemeente Motala in het landschap Östergötland en de provincie Östergötlands län in Zweden. De plaats heeft 93 inwoners (2005) en een oppervlakte van 36 hectare. De plaats ligt aan het meer Böcksjön en voor de rest bestaat de directe omgeving van de plaats uit zowel landbouwgrond als bos. De stad Motala ligt ongeveer tien kilometer ten noorden van het dorp.